# Marianna Spallanzani
Marianna Spallanzani, född 1739 i Scandiano, död 1802, var en italiensk lärd, konservator, bibliotekarie och föreläsare. 
Hon var syster till vetenskaparen Lazzaro Spallanzani. Hon gifte sig aldrig utan stannade hemma i sin bror Nicolas hushåll för att hjälpa till att ta hand om dennes många barn. År 1769 erbjöds Lazzaro Spallanzani en plats vid reformerta universitetet i Pavia, och han överlät därför sitt hus och det vetenskapliga laboratoriet till Nicola och Marianna. Laboratoriet utökades för varje år Lazzaro återvände hem på besök med nya  objekt, och blev snart en berömd vetenskaplig utställningslokal. Marianna Spallanzani hade till uppgift att guida besökarna och föreläsa om de olika objekten och agera bibliotekarie. Hon hanterade också objekten, så som konservering av djur. Verksamheten upphörde då museet plundrades av en av broderns rivaler år 1786.